# Rocca Sanvitale de Fontanellato
La Rocca Sanvitale, ou château de Sanvitale, est une résidence forteresse située au centre de la ville de Fontanellato, près de Parme, dans le nord de l'Italie.

## Histoire et description
La construction du château entouré de douves, accessible par un pont-levis, a commencé au XIIIe  et s'est  achevée au  XVe siècle, les embellissements se poursuivant jusqu'au XVIIIe siècle. 
La « chambre optique  » (camera ottica) possède un système optique qui projette sur un mur intérieur une vue de la ville à travers des miroirs et un prisme.

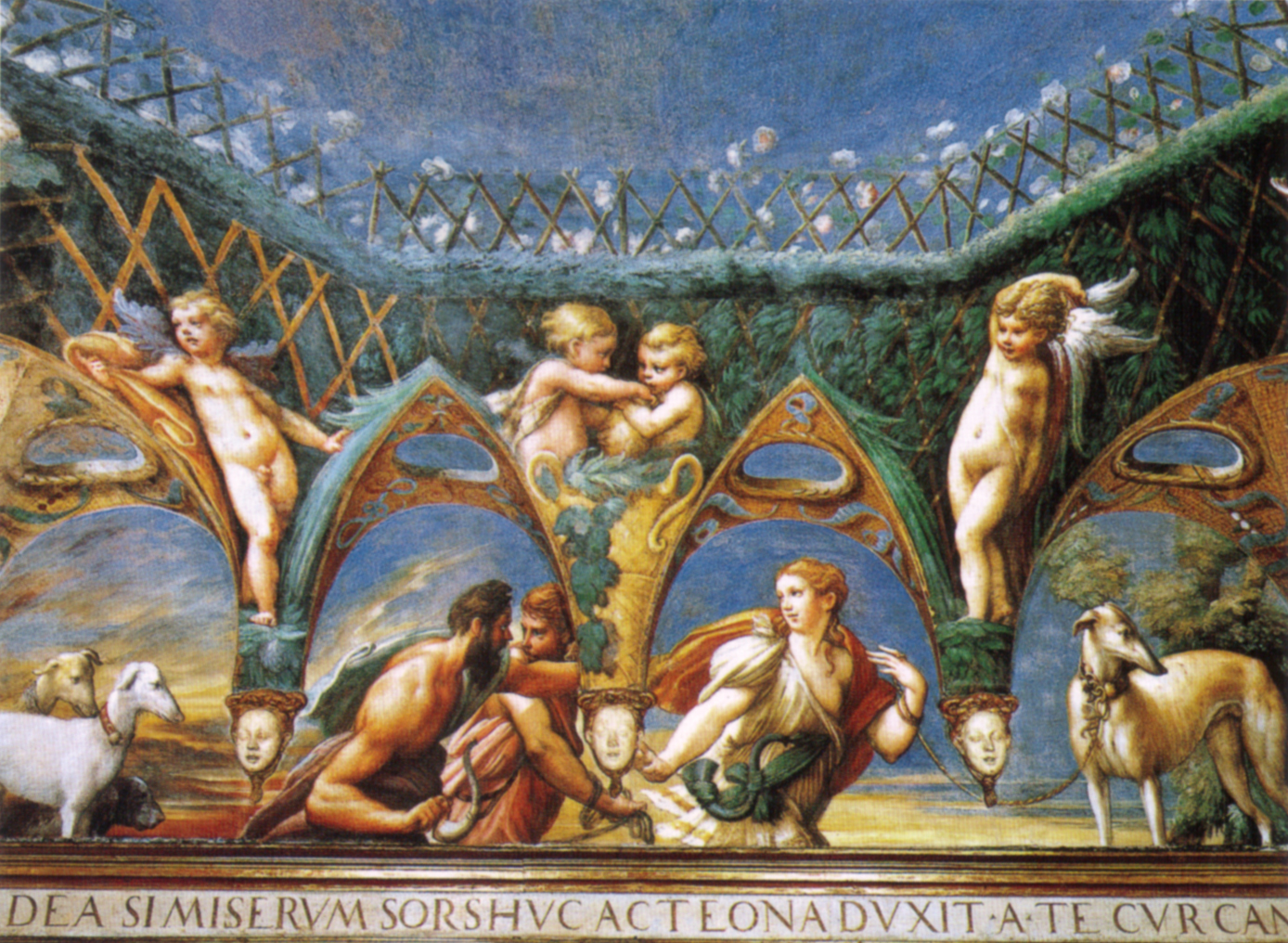
Fresque de Parmigianino.

L'édifice a un plan carré avec des murs crénelés et quatre tours d'angle est un exemple des « maisons-châteaux » urbaines des communes médiévales du Nord de l’Italie. 
Jusque dans les années 1930, l'édifice est la demeure des descendants du comte de Sanvitale.
En 1948, le dernier comte cède la Rocca et son mobilier à la municipalité, qui la transforme en musée.
La Rocca Sanvitale est désormais en partie un musée et en partie des bureaux et une salle de conférence pour l'administration municipale.
À l'intérieur se trouvent les fresques de Diane et Actéon peintes en 1523-1524 par Parmigianino pour le comte Galeazzo Sanvitale et son épouse Paola Gonzaga.